# Марк Антоний Сабеллик
Марк Антоний Сабеллик (итал. Marco Antonio Coccio, лат. Marcus Antonius Coccius Sabellicus; 1436—1506) — итальянский историк-гуманист.

## Биография
Учился в академии, основанной Помпонием Летом. Когда члены академии начали борьбу против Папы Павла II, Сабеллику удалось избежать вызванных этой борьбой преследований (1468). Он преподавал риторику в Удино до 1477 года, когда был вынужден уехать из-за чумы; потом он получил кафедру в Венеции (1484). За свою «Историю Венеции» он получил, кроме пожизненной пенсии в 200 цехинов, звание хранителя библиотеки Святого Марка.

## Главные труды
- «Annotationes in Plinium» (Венеция, 1487)
- «Rerum Venetarum historiae» (1487)
- «De Venetis magistratibus» (1488)
- «De Venetae urbis situ» (1494)
- «Rhapsodiae historiarum» (1496)
- «Epistolae familiares» (1502)
- «Exemplorum libri X» (1507)
- «Historia hebreorum» (1515)
- Полное собрание его сочинений вышло в Базеле (1560).